# Tate Mcrae
Tate Rosner McRae (1 de juliol, 2003) és una cantant, compositora i ballarina canadenca. Va guanyar notorietat com a primera finalista canadenca al reality televisiu estatunidenc So You Think You Can Dance (2016). Posteriorament, va signar amb RCA Records després de guanyar terreny per la seva cançó debut l'any 2017 "One Day". Va seguir-ho traient dos EP's: All the Things I Never Said (2020) i Too Young to Be Sad (2021). El darrer va ser l'EP femení més reproduït del 2021 a Spotify i va ser precedit pel senzill "You Broke Me First" que es va convertir en un èxit internacional aconseguint les posicions del top deu al Canadian Hot 100 i el número 17 al US Billboard Hot 100.
El 2022, McRae va llançar el seu àlbum d'estudi debut, I Used to Think I Could Fly (2022), que va aconseguir la posició 13 al US Billboard 200. El disc va engendrar el senzill "She's All I Wanna Be" que va aconseguir entrar al top deu a Canadà. Després de desenvolupar un so més orientat al pop, McRae va llançar el senzill "Greedy", que va ser rebut amb un gran èxit comercial arreu del món, convertint-se en el número u a Canadà i el número tres al Hot 100. La cançó va formar part del segon àlbum d'estudi de McRae Think Later (2023) que va debutar al top cinc en diversos països.